# 大潭摩崖石刻
大潭摩崖石刻，位于中国广东省汕头市南澳县黄花山管区大潭村，现为南澳县文物保护单位，类型为石窟寺及石刻，公布时间为1992年8月15日。
大潭摩崖石刻的历史年代为宋代。